# JEdit
jEdit és un editor de textos avançat, i molt lleuger disponible sota llicència GPL. jEdit està escrit en Java i és multiplataforma, podent-se fer funcionar en Windows, Linux, Mac OS X, etc. Suporta UTF-8 i altres codificacions, incorpora ressaltat de sintaxi per a més de 130 tipus d'arxiu diferents i s'han programat dotzenes de pedaços per a afegir-hi funcionalitats noves.
jEdit és molt configurable, i pot executar macros escrites en BeanShell, Jython, JavaScript i alguns altres llenguatges de script.
Té un gestor de fitxers que suporta els protocols FTP i ssh. i un gestor d'extensions, per poder instal·lar diferents utilitats per l'editor.